# Alianza Nacional Democrática
La Alianza Nacional Democrática (AND) es un grupo conformado por partidos políticos sudaneses organizado en octubre de 1989 como oposición al nuevo régimen militar de Omar al-Bashir después de que este hubiese tomado el poder por medio de un golpe de estado el 6 de julio de ese mismo año. El AND firmó un tratado con el gobierno el 18 de junio de 2005, siguiendo el tratado de paz que puso fin a la Segunda Guerra Civil Sudanesa el 9 de enero. Algunos aspectos no han sido resueltos por las facciones opuestas, incluido el conflicto y los problemas humanitarios en la devastada región de Darfur. Después de más violentos enfrentamientos en el este, el gobierno sudanés firmó un acuerdo de paz por separado con el Congreso de Beja en octubre de 2006.
La Alianza Nacional Democrática es de carácter "atrapalotodo", incluyendo entre sus integrantes partidos de extrema izquierda (como el comunista o el ba'ath), partidos separatistas o étnicos, partidos liberales, entre otros.